# Kompleks skoczni narciarskich w Goleszowie
Kompleks skoczni narciarskich Olimpii Goleszów – skocznie narciarskie w Goleszowie położone obok siebie o punktach konstrukcyjnych K 30 (HS-33) i K 17 (HS-20).
Pierwsza skocznia w Goleszowie powstała w 1926 Pod Grabówką, kolejna, 35-metrowa w 1930 pod Goleszowską Górą.
W latach 60. skocznie istniejące do dziś pokryte zostały igelitem. Zostały wybudowane dzięki inicjatywie Leopolda Tajnera.
Działania Tajnera w latach 40. doprowadziły m.in. do montażu oświetlenia na skoczni oraz pokrycia zeskoku matami ze słomy (później także płótnem brezentowym, czy matami kokosowymi), co umożliwiało skoki latem.
Obecnie kompleks obiektów należy do klubu Olimpia Goleszów. Skocznie są naturalne i posiadają igelit. Odbywają się na nich zawody z udziałem młodych skoczków, w tym co roku konkurs na rozpoczęcie sezonu letniego − Memoriał Leopolda i Władysława Tajnerów (skoki narciarskie).
Obok czynnych skoczni istniały jeszcze dwie, po których pozostały ślady po konstrukcjach rozbiegu i zeskoku.

## Wyniki Memoriału Leopolda i Władysława Tajnerów

### Historia Memoriału
Memoriał Leopolda i Władysława Tajnerów – Międzynarodowy konkurs skoków narciarskich dla dzieci rozgrywany corocznie na igielicie od 2001 ku czci Leopolda Tajnera a od 2013 roku także ku czci jego brata Władysława Tajnera zmarłego w 2012 roku. Zawody są rozgrywane tradycyjnie 3 maja w Goleszowie na skoczniach narciarskich o rozmiarach K-17 (HS-20) i K-30 (HS-33). W latach 2001–2012 zawody te nosiły nazwę Memoriał Leopolda Tajnera.

### I Memoriał Leopolda Tajnera 03.05.2001[1]
| Kategoria Wiekowa              | Złoty medal       | Srebrny medal    | Brązowy medal   |
| ------------------------------ | ----------------- | ---------------- | --------------- |
| Dzieci młodsze (1991 i młodsi) | Paweł Słowiok     | Mateusz Kukuczka | Mateusz Cieślar |
| Dzieci (1989 – 1990)           | Jarosław Poloczek | Artur Broda      | Łukasz Olszowy  |
| Młodzicy (1987)                | Piotr Żyła        | Robert Pochylski | Fabian Malik    |

### II Memoriał Leopolda Tajnera 03.05.2002[2]
| Kategoria Wiekowa              | Złoty medal    | Srebrny medal     | Brązowy medal    |
| ------------------------------ | -------------- | ----------------- | ---------------- |
| Dzieci młodsze (1992 i młodsi) | Paweł Słowiok  | Artur Kukuła      | Mateusz Bujok    |
| Dzieci (1990 – 1991)           | Dawid Czarniak | Mateusz Kukuczka  | Michał Pyclik    |
| Młodzicy (1988 – 1989)         | Artur Broda    | Jarosław Poloczek | Dariusz Podżorny |

Poza konkursem skakały trzy dziewczynki – Magdalena Kędzior, Małgorzata Kędzior i Aneta Rosner

### III Memoriał Leopolda Tajnera 03.05.2003[3]
| Kategoria Wiekowa              | Złoty medal       | Srebrny medal   | Brązowy medal      |
| ------------------------------ | ----------------- | --------------- | ------------------ |
| Dzieci młodsze (1993 i młodsi) | Bartłomiej Kłusek | Tomasz Byrt     | Sebastian Szczypka |
| Dzieci (1991 – 1992)           | Paweł Słowiok     | Mateusz Cieślar | Kamil Waluś        |
| Młodzicy (1989 – 1990)         | Jarosław Poloczek | Paweł Słowiok   | Dariusz Podżorny   |
| Oldboye                        | Tomasz Śliż       | Marcel Kanior   | Józef Czerniak     |

### IV Memoriał Leopolda Tajnera 03.05.2004[4]
| Kategoria Wiekowa              | Złoty medal     | Srebrny medal      | Brązowy medal    |
| ------------------------------ | --------------- | ------------------ | ---------------- |
| Dzieci młodsze (1994 i młodsi) | Kamil Byrt      | Sebastian Szczypka | Damian Żyła      |
| Dzieci (1992 – 1993)           | Paweł Słowiok   | Adam Cieślar       | Tomasz Byrt      |
| Młodzicy (1990 – 1991)         | Mateusz Cieślar | Wojciech Dudek     | Mateusz Kukuczka |

### V Memoriał Leopolda Tajnera 03.05.2005[5]
| Kategoria Wiekowa | Złoty medal   | Srebrny medal        | Brązowy medal     |
| ----------------- | ------------- | -------------------- | ----------------- |
| 1995 i młodsi     | Damian Żyła   | Jakub Wolny          | Piotr Mojżesz     |
| 1994              | Kamil Byrt    | Aleksander Zniszczoł | Krzysztof Biegun  |
| 1993              | Tomasz Byrt   | Andrzej Gąsienica    | Bartłomiej Kłusek |
| 1992              | Paweł Słowiok | Adam Cieślar         | David Ripper      |

### VI Memoriał Leopolda Tajnera 03.05.2006[6]
| Kategoria Wiekowa | Złoty medal       | Srebrny medal        | Brązowy medal    |
| ----------------- | ----------------- | -------------------- | ---------------- |
| 1997 i młodsi     | Krzysztof Murańka | Krzysztof Kabot      | Jakub Jurosz     |
| 1996              | Łukasz Podżorski  | Mirosław Wnuk        | Michał Sarlej    |
| 1995              | Piotr Mojżesz     | Damian Żyła          | Jakub Wolny      |
| 1994              | Klimek Murańka    | Aleksander Zniszczoł | Kamil Byrt       |
| 1993              | Tomasz Byrt       | Andrzej Gąsienica    | Michał Podżorski |
| 1992              | Paweł Słowiok     | Adam Cieślar         | Dawid Macura     |

### VII Memoriał Leopolda Tajnera 03.05.2007[7]
| Kategoria Wiekowa | Złoty medal      | Srebrny medal     | Brązowy medal        |
| ----------------- | ---------------- | ----------------- | -------------------- |
| Dziewczyny        | Joanna Gawron    | Gabriela Buńda    | Paulina Dyna         |
| 1998 i młodsi     | Lukas Kantor     | Jakub Jurosz      | Lubos Konderla       |
| 1997              | Krzysztof Kabot  | Filip Pałaszyński | Krzysztof Murańka    |
| 1996              | Łukasz Podżorski | Mateusz Hulbój    | Michał Milczanowski  |
| 1995              | Piotr Mojżesz    | Damian Żyła       | Jakub Wolny          |
| 1994              | Szymon Szostok   | Krzysztof Biegun  | Aleksander Zniszczoł |

### VIII Memoriał Leopolda Tajnera 03.05.2008[8]
| Kategoria Wiekowa | Złoty medal         | Srebrny medal      | Brązowy medal            |
| ----------------- | ------------------- | ------------------ | ------------------------ |
| Dziewczyny        | Michaela Rajnochova | Monika Luber       | startowały 2 zawodniczki |
| 1999 i młodsi     | Ondrej Krpec        | Paweł Wąsek        | Tomasz Pilch             |
| 1998              | Lukas Kantor        | Dawid Byrt         | Dominik Kastelik         |
| 1997              | Krzysztof Kabot     | Lukas Kantor       | Damián Lasota            |
| 1996              | Mateusz Hulbój      | Przemysław Kantyka | Michał Milczanowski      |
| 1995              | Damian Żyła         | Jakub Wolny        | Gabriel Majcher          |

### IX Memoriał Leopolda Tajnera 03.05.2009[9]
| Kategoria Wiekowa | Złoty medal       | Srebrny medal       | Brązowy medal    |
| ----------------- | ----------------- | ------------------- | ---------------- |
| 2000 i młodsi     | Tomasz Pilch      | Tomasz Stawowy      | Ondrej Krpec     |
| 1999              | Paweł Wąsek       | Kacper Konior       | Robert Szymeczek |
| 1998              | Lukas Kantor      | Dominik Kastelik    | Dusan Dolezel    |
| 1997              | Filip Pałaszyński | Mariusz Małysiak    | Jakub Kanik      |
| 1996              | Łukasz Podżorski  | Michał Milczanowski | Kamil Wieczorek  |

### X Memoriał Leopolda Tajnera 03.05.2010[10]
| Kategoria Wiekowa | Złoty medal    | Srebrny medal   | Brązowy medal     |
| ----------------- | -------------- | --------------- | ----------------- |
| 2000 i młodsi     | Łukasz Stawowy | Tomasz Pilch    | Piotr Kudzia      |
| 1999 i młodsi     | Paweł Wąsek    | Bartosz Czyż    | Kacper Konior     |
| 1998              | Lukas Kantor   | Jakub Jurosz    | Andrzej Pałasz    |
| 1997              | Damián Lasota  | Antoni Juroszek | Filip Pałaszyński |
| 1996              | Mateusz Hulbój | Dominik Jurosz  | Kamil Wieczorek   |

### XI Memoriał Leopolda Tajnera 30.04.2011[11]
| Kategoria Wiekowa | Złoty medal     | Srebrny medal     | Brązowy medal     |
| ----------------- | --------------- | ----------------- | ----------------- |
| Dziewczyny        | Monika Luber    | Kinga Rajda       | Anna Twardosz     |
| 2001 i młodsi     | Dawid Kurek     | Szymon Jojko      | Marcel Matusinsky |
| 2000              | Łukasz Stawowy  | Tomasz Pilch      | Piotr Kudzia      |
| 1999              | Bartosz Czyż    | Paweł Wąsek       | Kacper Konior     |
| 1998              | Jakub Jurosz    | Dominik Kastelik  | Dawid Krupa       |
| Open              | Antoni Juroszek | Krzysztof Leśniak | Dawid Jurga       |

### XII Memoriał Leopolda Tajnera 03.05.2012[12]
| Kategoria Wiekowa | Złoty medal   | Srebrny medal        | Brązowy medal      |
| ----------------- | ------------- | -------------------- | ------------------ |
| Dziewczyny        | Anna Twardosz | Kinga Rajda          | Klara Kubeckova    |
| 2003 i młodsi     | Petr Vaverka  | Mateusz Podgórski    | Michał Martynek    |
| 2001 – 2002       | Jakub Harat   | Bartłomiej Klimowski | Wiktor Fickowski   |
| 1999 – 2000       | Paweł Wąsek   | Kacper Konior        | Mateusz Rajda      |
| 1997 – 1998       | Damián Lasota | Lukas Kantor         | Paweł Twardosz     |
| Open              | Marcel Kantor | Marek Matuszny       | Jakub Radziszewski |

### I Memoriał Leopolda i Władysława Tajnerów 03.05.2013[13]
| Kategoria Wiekowa | Złoty medal       | Srebrny medal     | Brązowy medal        |
| ----------------- | ----------------- | ----------------- | -------------------- |
| Dziewczyny        | Klara Kubeckova   | Anna Twardosz     | Kinga Rajda          |
| 2004 i młodsi     | Mateusz Chraścina | Tadeusz De Mulder | Szymon Niemczyk      |
| 2003              | Petr Vaverka      | Robert Ryś        | Mateusz Podgórski    |
| 2002              | Dawid Tabach      | Wiktor Fickowski  | Bartłomiej Klimowski |
| 2001              | Szymon Jojko      | Mateusz Małyjurek | Marcel Matusinsky    |
| 2000              | Piotr Kudzia      | Benedikt Holub    | Ondrej Krpec         |
| 1999              | Paweł Wąsek       | Przemysław Kuszel | Bartosz Czyż         |
| Open              | Marek Matuszny    | Zbynek Mikeska    | Dawid Jurga          |

### II Memoriał Leopolda i Władysława Tajnerów 03.05.2014[14]
| Kategoria Wiekowa | Złoty medal       | Srebrny medal     | Brązowy medal        |
| ----------------- | ----------------- | ----------------- | -------------------- |
| Dziewczyny        | Klara Kubeckova   | Dominika Zawada   | Justyna Badura       |
| 2005 i młodsi     | Daniel Škarka     | Jiří Dohnal       | Filip Křenek         |
| 2004              | Mateusz Chraścina | Jan Rzadkosz      | Jiří Pokorný         |
| 2003              | Petr Vaverka      | Robert Ryś        | Michał Martynek      |
| 2002              | Marcin Małyjurek  | Michał Socha      | Bartłomiej Klimowski |
| 2001              | Karol Niemczyk    | Patryk Pulkowski  | Patryk Wątroba       |
| Open              | Paweł Stwora      | Krzysztof Leśniak | Kamil Kocierz        |

### III Memoriał Leopolda i Władysława Tajnerów 02.05.2015[15]
| Kategoria Wiekowa | Złoty medal         | Srebrny medal     | Brązowy medal     |
| ----------------- | ------------------- | ----------------- | ----------------- |
| Dziewczyny        | Paulina Cieślar     | Aneżka Smahlikova | Klara Ulrichowa   |
| 2008 i młodsi     | Tymoteusz Cieńciała | David Navratil    | Pavel Křenek      |
| 2006 - 2007       | Daniel Skarka       | Wiktor Szozda     | Kamil Waszek      |
| 2004 - 2005       | Maciej Staszewski   | Dawid Żlik        | Szymon Niemczyk   |
| 2003              | Petr Vaverka        | Robert Ryś        | Michał Martynek   |
| Open              | Marcel Matusinsky   | Norbert Harsche   | Krzysztof Leśniak |

### IV Memoriał Leopolda i Władysława Tajnerów 02.05.2016[16][17]
| Kategoria Wiekowa                  | Złoty medal       | Srebrny medal       | Brązowy medal   |
| ---------------------------------- | ----------------- | ------------------- | --------------- |
| Dziewczyny rocznik 2006 i młodsze  | Karolina Kiraga   | Sara Tajner         | Zuzanna Rapacz  |
| Dziewczyny open I (skocznia K-36)  | Joanna Kil        | Kamila Karpiel      | Klara Urlichowa |
| Dziewczyny open II (skocznia K-18) | Paulina Cieślar   | Nikola Pietraszko   | Anna Milerska   |
| 2009 i młodsi                      | Marcin Waszek     | Jan Pilch           | Martin Opalka   |
| 2007 - 2008                        | Mateusz Maciusiak | Tymoteusz Cieńciała | Szymon Bobak    |
| 2005 - 2006                        | Maciej Staszewski | Antoni Orawski      | Daniel Skarka   |
| 2003 - 2004                        | Petr Vaverka      | Robert Ryś          | Michał Martynek |
| Open                               | Patryk Hutyra     | Wiktor Fickowski    | Norbert Harsze  |

### V Memoriał Leopolda i Władysława Tajnerów 02.05.2017[16][18]
| Kategoria Wiekowa                  | Złoty medal          | Srebrny medal              | Brązowy medal              |
| ---------------------------------- | -------------------- | -------------------------- | -------------------------- |
| Dziewczyny rocznik 2007 i młodsze  | Kalina Sobczyk       | Edita Skarkova             | Nikola Kiersnowska         |
| Dziewczyny open I (skocznia K-36)  | Nikola Pietraszko    | Wystartowała 1 zawodniczka | Wystartowała 1 zawodniczka |
| Dziewczyny open II (skocznia K-18) | Wiktoria Kiersnowska | Wiktoria Przybyła          | Karolina Kiraga            |
| 2010 i młodsi                      | Michał Cieślar       | Kacper Błaszczak           | Wystartowało 2 zawodników  |
| 2008 - 2009                        | Tymoteusz Cieńciała  | Michał Obtułowicz          | Szymon Byrski              |
| 2006 - 2007                        | Daniel Skarka        | Wiktor Szozda              | Antoni Orawski             |
| 2004 - 2005                        | Filip Krenek         | Marcin Wróbel              | Wojciech Troszok           |
| Open                               | Maciej Dawidek       | Robert Ryś                 | Michał Martynek            |

### VI Memoriał Leopolda i Władysława Tajnerów 02.05.2018[16][20]
| Kategoria Wiekowa                  | Złoty medal       | Srebrny medal      | Brązowy medal                    |
| ---------------------------------- | ----------------- | ------------------ | -------------------------------- |
| Dziewczyny rocznik 2008 i młodsze  | Dorota Kawulok    | Julia Fender       | Nikola Kiersnowska               |
| Dziewczyny open I (skocznia K-36)  | Nikola Konderla   | Nikola Pietraszko  | Wystartowały 2 zawodniczki       |
| Dziewczyny open II (skocznia K-18) | Wiktoria Przybyła | Paulina Czepczor   | Sara Tajner                      |
| 2011 i młodsi                      | Adam Pilch        | Paweł Pierzchała   | Jan Małyjurek                    |
| 2009 - 2010                        | Kacper Wantulok   | Maksymilian Twaróg | Oliver Janda Bartłomiej Króżołek |
| 2007 - 2008                        | Mikołaj Wantulok  | Grzegorz Rafacz    | Tymoteusz Cienciała              |
| 2005 - 2006                        | Wiktor Szozda     | Daniel Skarka      | Rafał Rafacz                     |
| Open                               | Mateusz Chraścina | Dawid Źlik         | Jakub Mirowski                   |